# UFC 178
UFC 178: Johnson vs. Cariaso è stato un evento  di arti marziali miste tenuto dalla Ultimate Fighting Championship il 27 settembre 2014 al MGM Grand Garden Arena di Las Vegas, Stati Uniti.

## Retroscena
In questo evento doveva svolgersi il rematch per il titolo UFC dei pesi mediomassimi, tra il campione Jon Jones e lo sfidante Alexander Gustafsson. Jones vinse il suo primo match contro lo svedese per decisione unanime all'evento UFC 165. Il 23 luglio però, Gustafsson subì un infortunio e venne sostituito da Daniel Cormier; tuttavia, il 12 agosto, Jones fu costretto a rinunciare all'incontro con Cormier a causa di un infortunio ad una gamba. Il match si terrà quindi ad UFC 182.
In questo evento fece il suo ritorno l'ex campione UFC dei pesi gallo Dominick Cruz, dopo tre anni di innatività, contro Takeya Mizugaki.
Donald Cerrone doveva affrontare Khabib Nurmagomedov. Quest'ultimo però si infortunò ad un ginocchio e venne rimosso dall'evento , restando fuori dai gioco per un tempo indeterminato.
Il match tra Jorge Masvidal e Bobby Green doveva svolgersi in questo evento, ma il 14 agosto la UFC annunciò che Green dovrà affrontare Cerrone e Masvidal dovrà vedersela con James Krause. Il 19 agosto, però, la UFC decise di far debuttare il nuovo arrivato Eddie Alvarez contro Cerrone, rimuovendo così dalla card Green.

## Risultati
|                                                   | Divisione          |                        |                 |                 | Metodo                                        | Round           | Tempo           | Premio          |
| Card principale                                   | Card principale    | Card principale        | Card principale | Card principale | Card principale                               | Card principale | Card principale | Card principale |
| ------------------------------------------------- | ------------------ | ---------------------- | --------------- | --------------- | --------------------------------------------- | --------------- | --------------- | --------------- |
| Sfida valida per il titolo di campione indiscusso | Pesi Mosca         | Demetrious Johnson (c) | batte           | Chris Cariaso   | Sottomissione (kimura)                        | 2               | 2:29            |                 |
|                                                   | Pesi Leggeri       | Donald Cerrone         | batte           | Eddie Alvarez   | Decisione unanime (29-28, 29-28, 29-28)       | 3               | 5:00            |                 |
|                                                   | Pesi Piuma         | Conor McGregor         | batte           | Dustin Poirier  | KO Tecnico (pugni)                            | 1               | 1:46            | POTN            |
|                                                   | Pesi Medi          | Yoel Romero            | batte           | Tim Kennedy     | KO Tecnico (pugni)                            | 3               | 0:58            | FOTN            |
|                                                   | Pesi Gallo Femmine | Cat Zingano            | batte           | Amanda Nunes    | KO Tecnico (gomitate e pugni)                 | 3               | 1:21            |                 |
| Card preliminare                                  |                    |                        |                 |                 |                                               |                 |                 |                 |
|                                                   | Pesi Gallo         | Dominick Cruz          | batte           | Takeya Mizugaki | KO Tecnico (pugni)                            | 1               | 1:01            | POTN            |
|                                                   | Pesi Leggeri       | Jorge Masvidal         | batte           | James Krause    | Decisione unanime (30-27, 29-28, 30-27)       | 3               | 5:00            |                 |
|                                                   | Pesi Welter        | Stephen Thompson       | batte           | Patrick Côté    | Decisione unanime (29-28, 29-28, 30-27)       | 3               | 5:00            |                 |
|                                                   | Pesi Welter        | Brian Ebersole         | batte           | John Howard     | Decisione non unanime (29-28, 28-29, 29-28)   | 3               | 5:00            |                 |
|                                                   | Pesi Leggeri       | Kevin Lee              | batte           | Jon Tuck        | Decisione unanime (30-26, 30-26, 30-26)       | 3               | 5:00            |                 |
|                                                   | Pesi Gallo         | Manny Gamburyan        | batte           | Cody Gibson     | Sottomissione (ghigliottina a strangolamento) | 2               | 4:51            |                 |

## Premi
I lottatori premiati ricevettero un bonus di 50.000 dollari.
Legenda:
- FOTN: Fight of the Night (vengono premiati entrambi gli atleti per il miglior incontro dell'evento)
- POTN: Performance of the Night (viene premiato il vincitore per la migliore performance dell'evento)

## Incontri annullati
|                                                   | Divisione         |                |        |                      | Motivo                                 |
| ------------------------------------------------- | ----------------- | -------------- | ------ | -------------------- | -------------------------------------- |
| Sfida valida per il titolo di campione indiscusso | Pesi Mediomassimi | Jon Jones      | contro | Alexander Gustafsson | Gustafsson subì un infortunio          |
| Sfida valida per il titolo di campione indiscusso | Pesi Mediomassimi | Jon Jones      | contro | Daniel Cormier       | Jones subì un infortunio               |
|                                                   | Pesi Leggeri      | Donald Cerrone | contro | Khabib Nurmagomedov  | Nurmagomedov subì un infortunio        |
|                                                   | Pesi Leggeri      | Jorge Masvidal | contro | Bobby Green          | Venne cambiata la card                 |
|                                                   | Pesi Leggeri      | Donald Cerrone | contro | Bobby Green          | Venne cambiato l'avversario di Cerrone |